# 凱爾采省

1945-1975年的凱爾采省

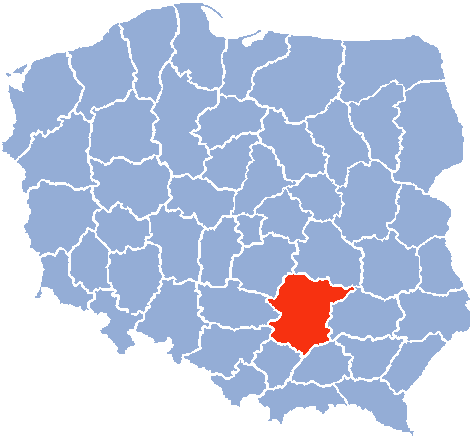
1975-1998年的凱爾采省

凱爾采省（województwo kieleckie）是波蘭歷史上的一個省，始於1945年。1999年1月1日被併入聖十字省。
1965年面積19,498平方公里，人口1,899,100人。1980年面積9,211平方公里。人口1,131,700人。首府凱爾采。